# Pseudanthias smithvanizi
Pseudanthias smithvanizi és una espècie de peix de la família dels serrànids i de l'ordre dels perciformes.

## Morfologia
- Els mascles poden assolir 9,5 cm de longitud total.[4][5]

## Hàbitat
És un peix marí de clima tropical i associat als esculls de corall que viu entre 6-70 m de fondària.

## Distribució geogràfica
Es troba des de les Illes Cocos fins a les Filipines, la Gran Barrera de Corall, Palau i el sud de les Illes Marshall.